# Pinoké
Pinoké est un club de hockey sur gazon hollandais d'Amsterdam. Les hommes et les femmes jouent tous les deux au le plus haut niveau. Le jeu des jeunes se joue au niveau national, où l'académie des jeunes s'efforce de rendre chaque joueur meilleur. Le site est situé dans le Amsterdamse Bos, juste à côté du Wagener Stadium, où joue le voisin d'Amsterdam.

## Histoire
Le 23 janvier 1929 le Amsterdamsche Mixed Hockey Club s'appelait Oh Kay (maintenant O.K.) à l'époque, ce qui signifiait dans l'ordre, fondée par Frans Klauwers, Paul Leistnikow et Rien Weijerman. À cette époque, ce club catholique était principalement fréquenté par des élèves qui jouaient au HIC pendant leurs études secondaires. En 1930, le Amsterdamsche Hockey Club Pinocchio a été fondé par Otto Cornelissen. Ce club de fondation chrétienne protestante s'est joint à l'association de hockey en 1932. Peu de temps après la Seconde Guerre mondiale, les deux clubs fusionnèrent et les noms des clubs s'entremêlèrent : Pinoké. Cette fusion a officiellement pris effet le 1er septembre 1945. Le logo du club contient une illustration du célèbre protagoniste en bois du livre du même nom de l'italien Carlo Collodi de 1883. Le surnom du club fait également référence au nez pointu de Pinocchio.
Avant la fusion, O.K. à divers endroits dans Amsterdam-Sud, y compris le Zuidelijke Wandelweg et à partir de 1938 sur le Museumplein. En 1942, les Allemands prennent possession de la Museumplein. AH&BC Amsterdam abritait alors O.K. pendant la guerre. Avant la fusion, Pinocchio jouait au stade olympique d'Amsterdam. À partir de 1938 Pinocchio a joué sur le terrain de la Twentsche Bank (plus tard ABN) dans le Amsterdamse Bos nouvellement construit juste à côté du Wagener Stadium, qui était également en construction à l'époque. Le club de football voisin VV ABN AMRO fait toujours référence à l'ancien propriétaire du site. En 1971, Pinoké a construit un club-house caractéristique sous la direction de Toon Bovenlander. Cette cabane norvégienne en bois rond s'agrandit avec l'adhésion du club et fut rénovée en 1977, 1995 et 2001 pour passer de 340 membres au début des années 1970 à 1 500 membres en 2002. La cabane en rondins est restée un élément caractéristique et reconnaissable de la culture club de Pinoké.
Parce que la cabane en rondins était tout simplement devenue trop petite pour accueillir le grand nombre de membres (plus de 2 000 membres), un nouveau pavillon a été construit à partir de l'été 2009. Le nouveau club-house a été achevé à l'été 2010 et a été inauguré de manière festive le 2 octobre 2010. Au départ, des tentatives ont été faites pour vendre la cabane en rondins, mais en vain. En août 2010, la cabane en rondins a fait ses adieux et a été démolie.
Au cours des années suivantes, Pinoké a investi dans 2 nouveaux champs d'eau, 2 nouveaux champs semi-eau et un éclairage LED. Pinoké a sa propre salle de soufflage, Pinoké Elfi Dome, depuis la saison 2021-22.

## Hockey de haut niveau
Les femmes et les hommes du Steekneuzen jouent dans la plus haute division de la compétition de hockey néerlandaise, la Hoofdklasse.
Ladies 1 : L'équipe féminine joue dans la grande ligue néerlandaise depuis la saison 2018-2019 et est actuellement dirigée par l'entraîneur Daan Sabel (depuis 2019). En 2022, les dames 1 ont atteint les demi-finales des championnats nationaux néerlandais de hockey en salle dirigés par l'entraîneur de salle Kiki Collot d'Escury, où elles ont perdu contre le dernier vainqueur Den Bosch. Dans la saison 2016-2017, Ladies 1 est reléguée à la Overgangsklasse, après avoir joué dans la Hoofdklasse pendant 12 ans. Cependant, la déception n'a duré qu'une saison, car immédiatement dans la 2017/2018, Ladies 1 a de nouveau été promue à la Hoofdklasse. La contribution de l'entraîneur Hans Oostindie a été formidable. Auparavant, Dames 1 a été promue dans la grande ligue néerlandaise au cours de la saison 2004/2005, mais aussi au cours de la saison 1996/1997, après quoi 5 ans dans la Hoofdklasse ont été joués, et la saison 1988/1989, après quoi 1 an a été joué dans la Hoofdklasse. Ladies 1 était très proche du championnat néerlandais en 1977, mais l'a perdu sur la base du résultat mutuel avec Were Di. La compétition s'est ensuite jouée dans 4 districts, après quoi les numéros 1 + 2 de ces districts ont disputé une demi-compétition.
Hommes 1 : L'équipe masculine évolue dans la ligue néerlandaise depuis la saison 2001-2002. Dans la saison 2004-2005, mené par l'entraîneur-entraîneur Norbert Nederlof, Heren 1 a maintenu sa position en battant son compatriote Hurley dans les barrages de promotion/relégation à la fin de mai 2005. Néanmoins, Nederlof a été remplacé par Maarten Janssen à la fin de la saison 2004/2005. Avec lui, les Stegneuzen ont maintenu leur position lors de la dernière journée de compétition de la saison 2005-2006 en battant le HGC. Jansen a été remplacé par Pieter Offerman au début de la saison 2006-2007. Hommes 1 précédemment promus à la Hoofdklasse dans la saison 1986/1987 (4 saisons), ainsi que dans la saison 1991/1992 (6 saisons). Actuellement Jesse Mahieu est l'entraîneur de Heren 1 et sous sa direction, Hommes 1 ont remporté la KNHB Gold Cup en 2018 et Hommes 1 ont atteint les Play-offs en 2021-2022 de la ligue majeure de hockey. Sous la direction de l'entraîneur de salle Joep van der Loo, Men 1 a remporté la NK Hockey en salle en 2022.
Jeunesse: Dans l'académie des jeunes de Pinoké, Pinoké s'efforce de rendre chaque joueur meilleur. Pour le hockey junior de haut niveau, l'objectif est de jouer au plus haut niveau chaque année. L'objectif est également de former des joueurs pour les femmes 1 et les hommes 1. Pinoké le fait en améliorant et en renouvelant continuellement sa formation et en s'efforçant ainsi d'être la meilleure académie de jeunes de la région.